# Вознесенское (Благовещенский район)
 Вознесенское — упразднённый посёлок в Благовещенском районе Башкирской АССР Российской Федерации. Входил на год упразднения в состав Орловского сельсовета. Ныне урочище
Жили русские (1959).

## География
Располагался в 30 км к северу от райцентра, вблизи лесного массива, и истока ручья Ягодный Ключ, на просёлочной дороге от пос. Ягодный к пос. Успенский.

## История
Основан в 1920-е годы как п. Вознесенский в Уфимском кантоне БАССР. Существовал до 1968..

## Население
В 1939—108 человек, в 1959 — 18

## Известные уроженцы, жители
- Чернов, Николай Фёдорович (1927—2007) — советский мотоциклист, тренер.

## Инфраструктура
Личное подсобное хозяйство с зоной сельскохозяйственного использования, индивидуальная застройка усадебного типа. В 1925 году 14 хозяйств.

## Транспорт
Просёлочная дорога
.